# Vikingligr Veldi
Albums de Enslaved
Hordanes Land
(1994) Frost
(1994)
Vikingligr Veldi est le premier album studio du groupe de black metal norvégien Enslaved. L'album est sorti en 1994 sous le label Deathlike Silence Productions, la maison de disque d'Euronymous assassiné avant sa sortie.
Malgré le fait que les membres d'Enslaved soient tous de nationalités norvégienne, les paroles sont principalement en islandais en raison de sa forte proximité avec le vieux norrois, excepté Heimdallr écrite en vieux norvégien.
Le guitariste « Ivar Skontorp Peersen » était âgé de quinze ans lorsque l'album fut enregistré.

## Liste des morceaux
1. Lifandi Lif Undir Hamri (nor: Leve livet under en hammer ; ang : Living Life Beneath the Hammer) – 11:31
2. Vetrarnótt (nor :Vinternatt ; ang: A Winter's Night) – 10:58
3. Midgards Eldar (ang : Fires of Midgard) – 11:16
4. Heimdallr (Heimdall) – 6:15
5. Norvegr (nor : Norge ; ang(Norway) – 10:56

## Musiciens
- Grutle Kjellson : Chant, Basse
- Ivar Bjørnson : Guitare, Piano, Sampleur
- Trym Torson : batterie, percussion additionnelles
- Jan Axel Blomberg : coordination batterie
- Eirik « Pytten » Hundvin : Production

## Autour de l'album
- Toutes les paroles sont en islandais et ont été écrites par Bjørnson.
- La pochette de l'album représente le casque de Sutton Hoo, un objet anglo-saxon du VIIe siècle.
- L'album est dédié à Euronymous du groupe Mayhem.